# Podil
Podil (en ukrainien : Поділ) est un quartier historique de Kiev, en Ukraine. Depuis l'époque médiévale, le centre de la vie de la ville, aujourd'hui un quartier bohème et créatif, avec une architecture résidentielle des XIXème et XXème siècles.

## Lieux
- Académie Mohyla - la plus ancienne université de Kiev et l'une des plus anciennes d'Europe de l'Est a ouvert ses portes en 1631.
- Église Saint-André de Kiev - L'une des plus belles églises de Kiev et l'une de ses principales attractions, elle est située dans la rue bohème Andriyivsky Descent.
- Église de Pyrohochtcha - église médiévale reconstruite. Aux XVe et XVIIe siècles, c'était l'église principale de la ville.
- Fontaine de Samson
- Kourenivka
- Moulin Brodsky
- Péninsule de Rybalskyi
- Chtchekavitsa
- Synagogue de Nikolaï Gordenine

## Histoire
Les premiers peuplements remontent à l'âge de pierre, notamment le célèbre site de Kirilovka, fouillé au 59-65 de la rue Kirilovska, qui date d'environ 25 000 ans avant J.-C.
Ce quartier, l'un des plus anciens de Kiev, a été le plus densément peuplé du IXe siècle jusqu'à l'incendie. Alors que les collines abritaient des palais princiers et des cathédrales, Podil, la partie la plus densément peuplée de la ville, était le centre de la vie médiévale pour les paysans ordinaires et les petits marchands. Du XIIIe au XVIIe siècle, Kiev était en déclin, avec une population de 6500 personnes en 1571, contre 50 000 en 1240. Toute la vie de la ville était concentrée sur le Podil, avec une forteresse en bois sur la colline de Zamkova, la plus grande sur le Dniepr.
Un violent incendie détruisit une partie importante de Podil en 1811. Andreï Melenski, l'architecte municipal de Kiev, supervisa la reconstruction, remodelant le quartier dans un style palladien provincial.

### La reconstruction de Podil après l'incendie de 1811

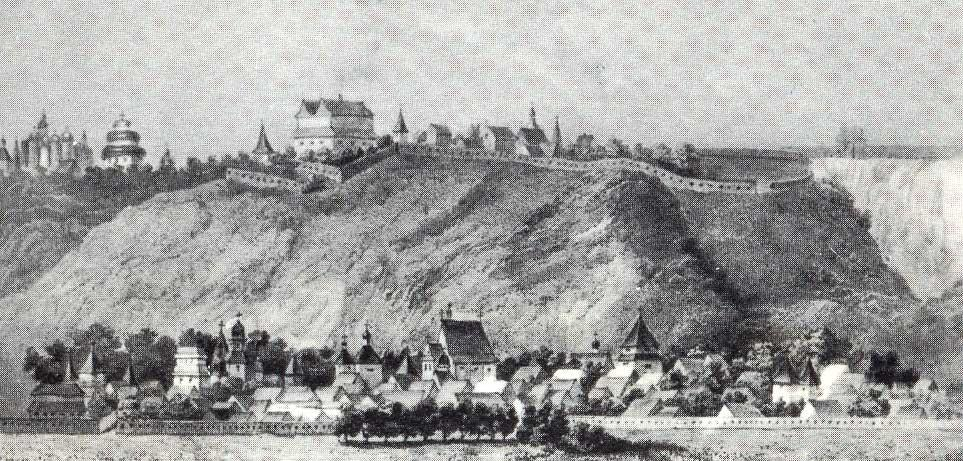
Vue de la ville de Kiev en 1651: la ville basse de Podil ramassée aux pieds de la colline.
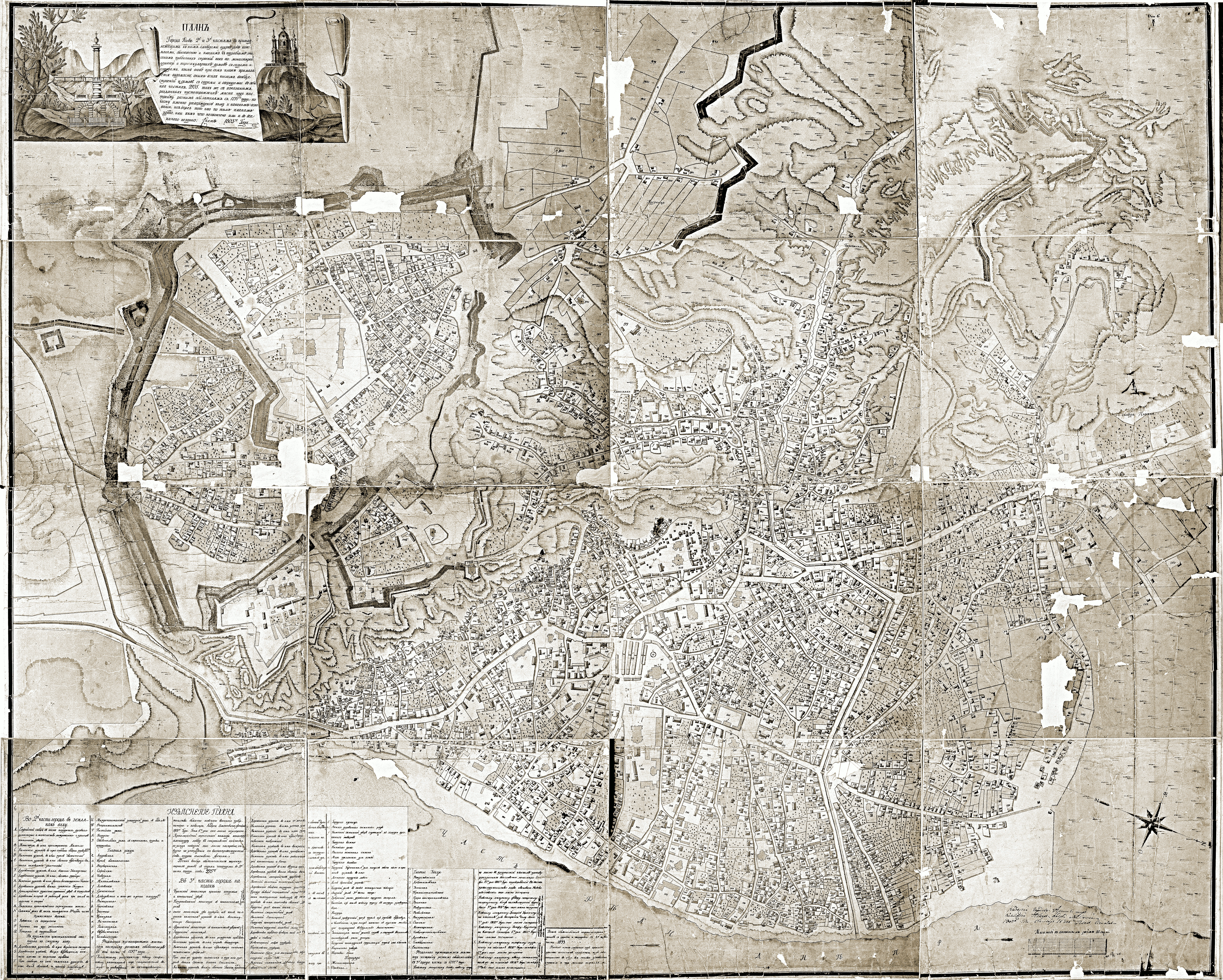
Plan de Kiev par Melenski en 1803 : La ville haute est enserrée dans ses fortifications et c'est la ville basse (Podil) qui concentre l'essentiel du développement urbain.
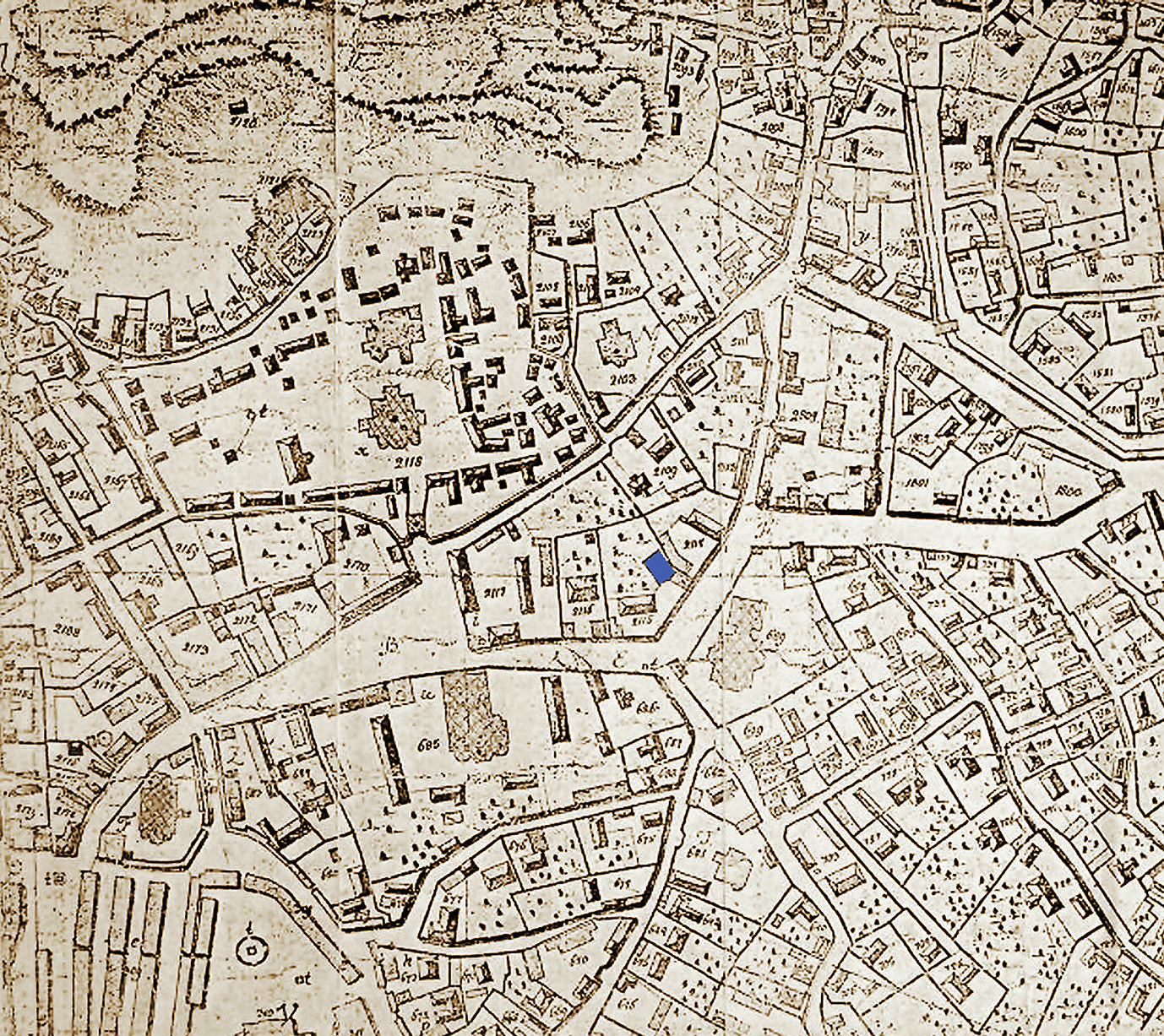
Détail du plan de Kiev par Melenski en 1803 :Podil, un port fluvial aux chemins tortueux, un paysage alternant les emprises de grands monastères et des maisons simples.
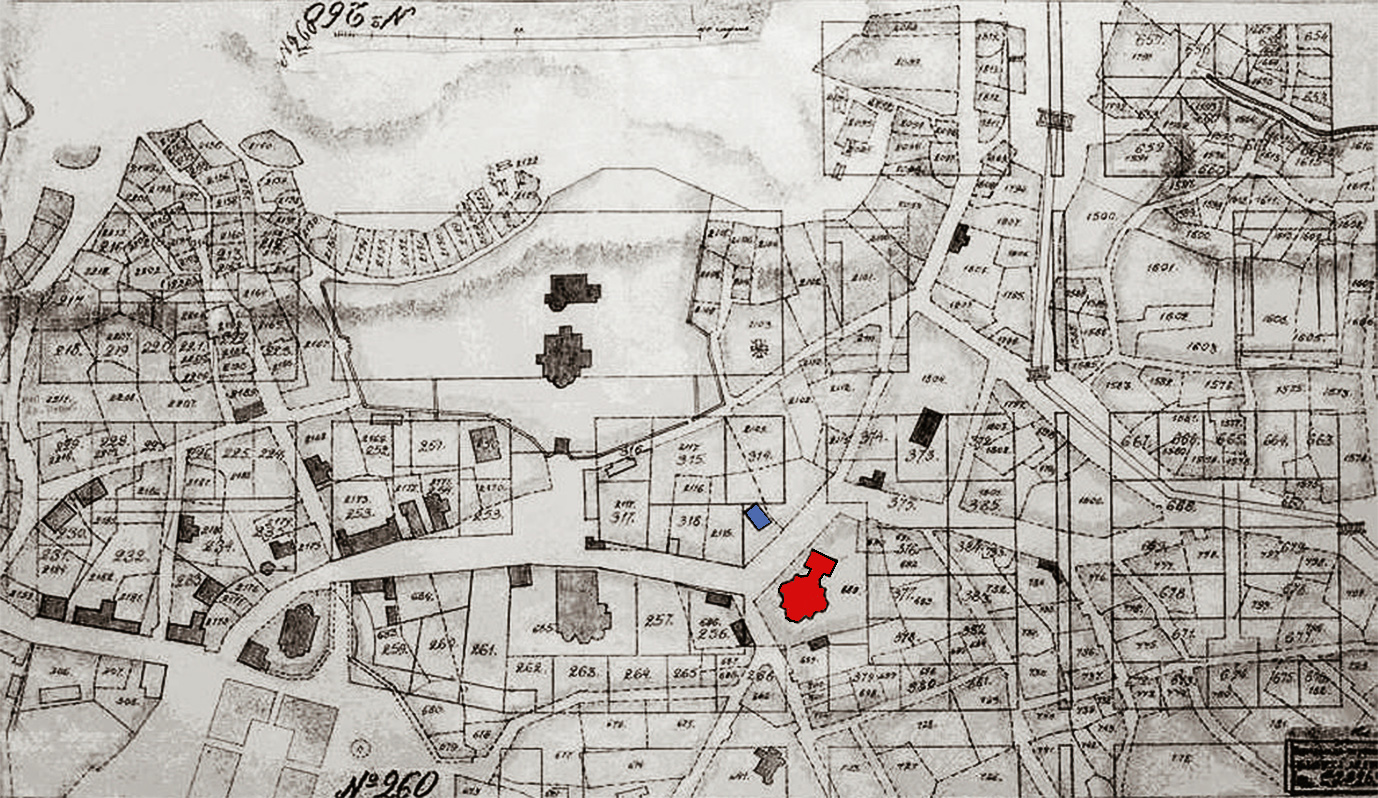
Plan de Podil par Melenski en 1812 : après l'incendie de 1811, les carrés des nouveaux îlots sont tracés. Seules les églises sont préservées et intégrées au plan d'ensemble par des clôtures et des bâtiments conventuels nouveaux.
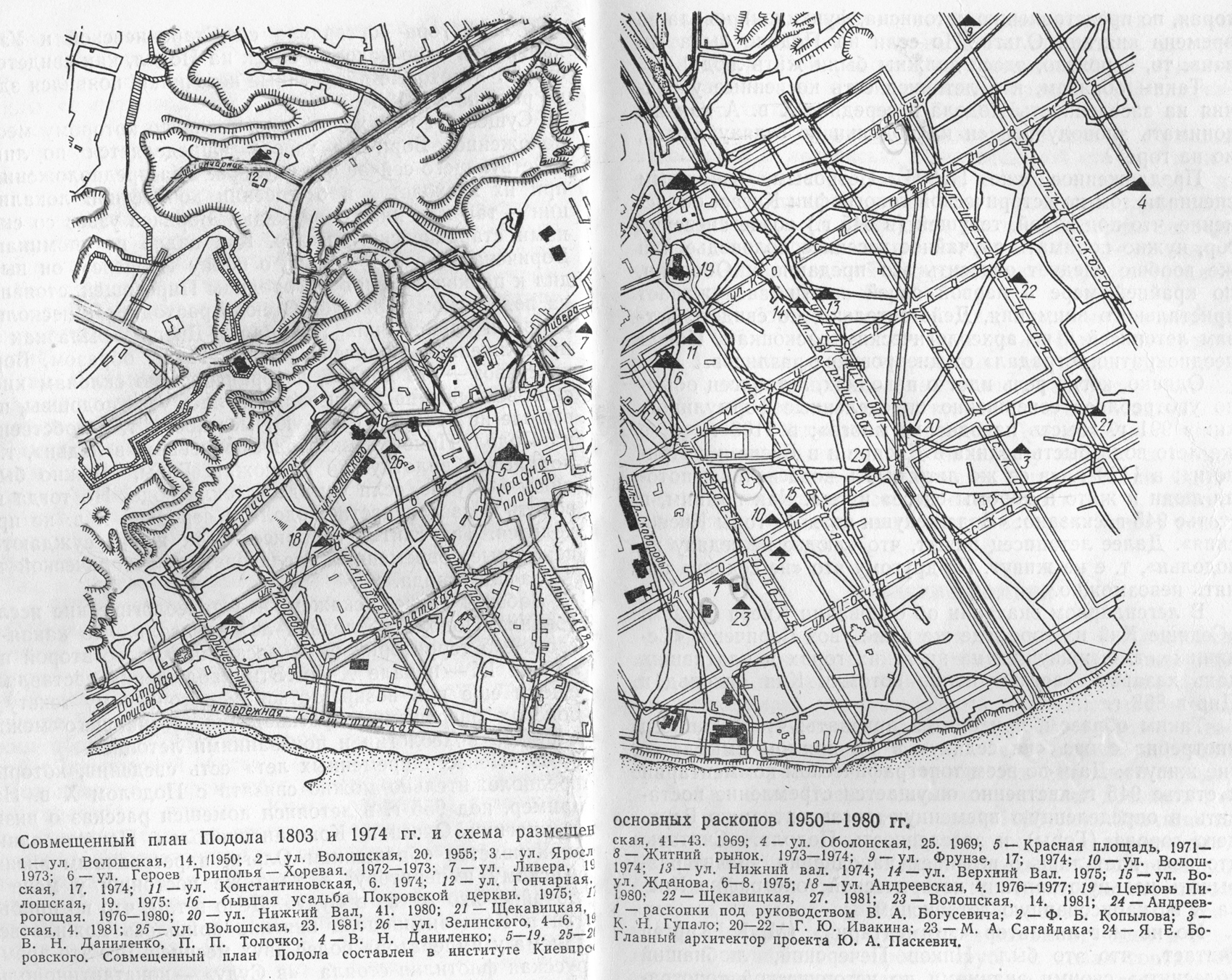
Plan d'ensemble de Podil, aujourd'hui avec superposition avec le plan d'avant 1811.
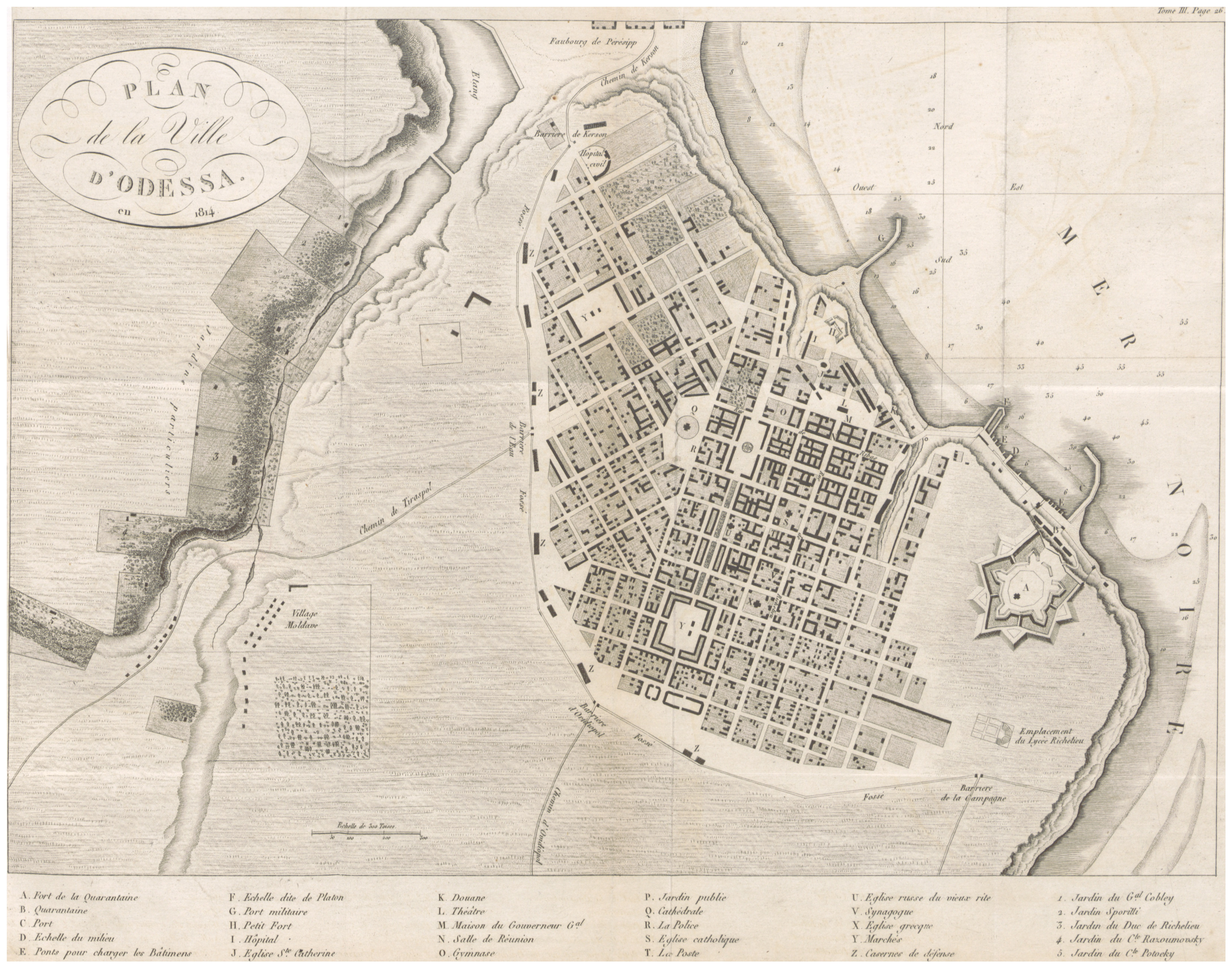
Plan de la ville d'Odessa en 1814: le plan en damier de la ville est contemporain de la reconstruction de Podil.
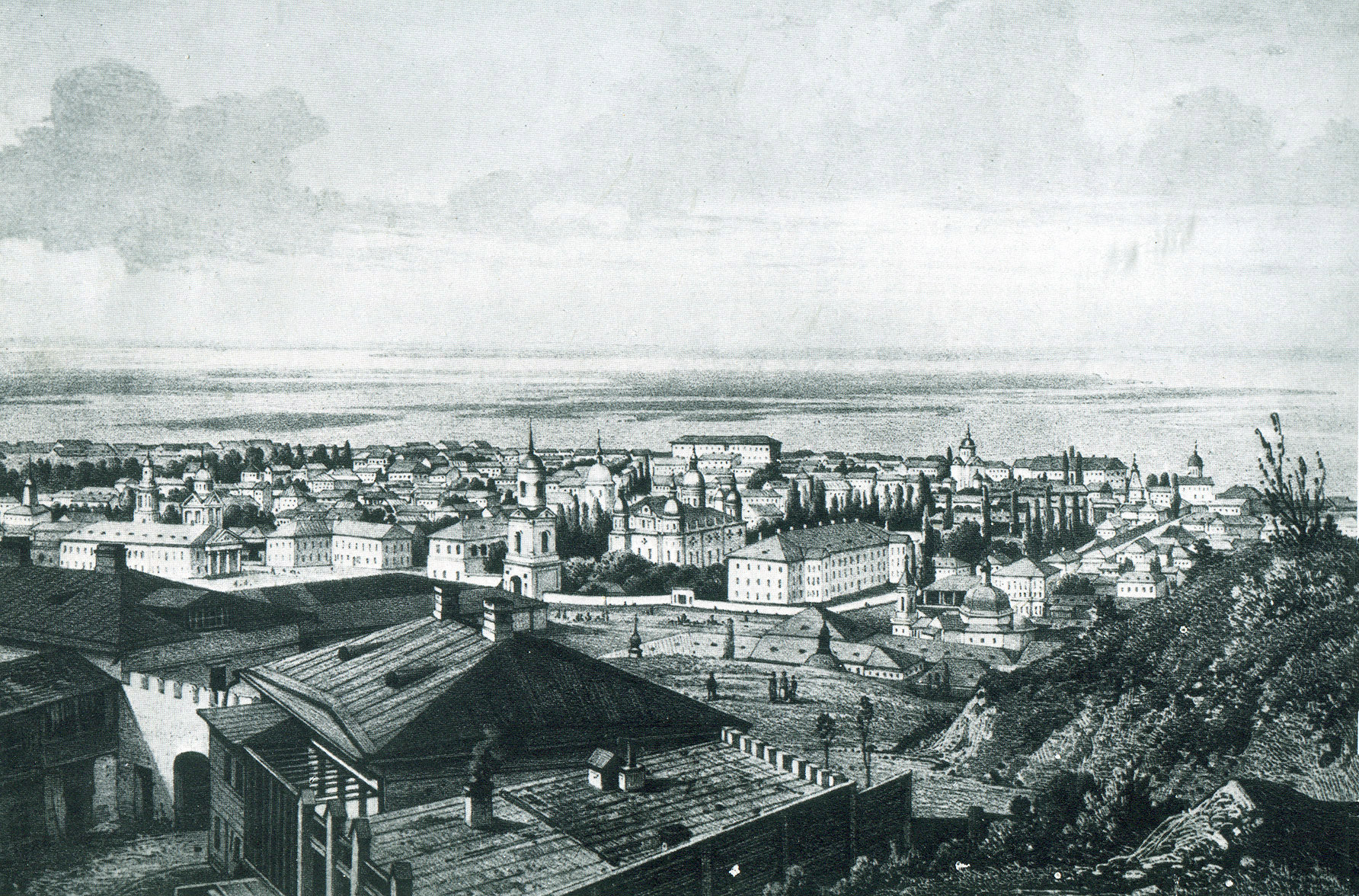
Un nouveau paysage urbain marqué par l'orthogonalité : Podil ordonné par Melenski, avec notamment les bâtiments de la Maison des Contrats et du bâtiment de l'Académie théologique. En arrière-fond, le Dnepr et ses îles.

### Aujourd'hui
Dans les années 90, le mouvement techno a commencé à émerger dans le quartier, qui est aujourd'hui un centre de musique électronique. Un grand nombre d'usines ont été construites dans la partie nord du quartier, qui ont ensuite été utilisées comme boîtes de nuit.

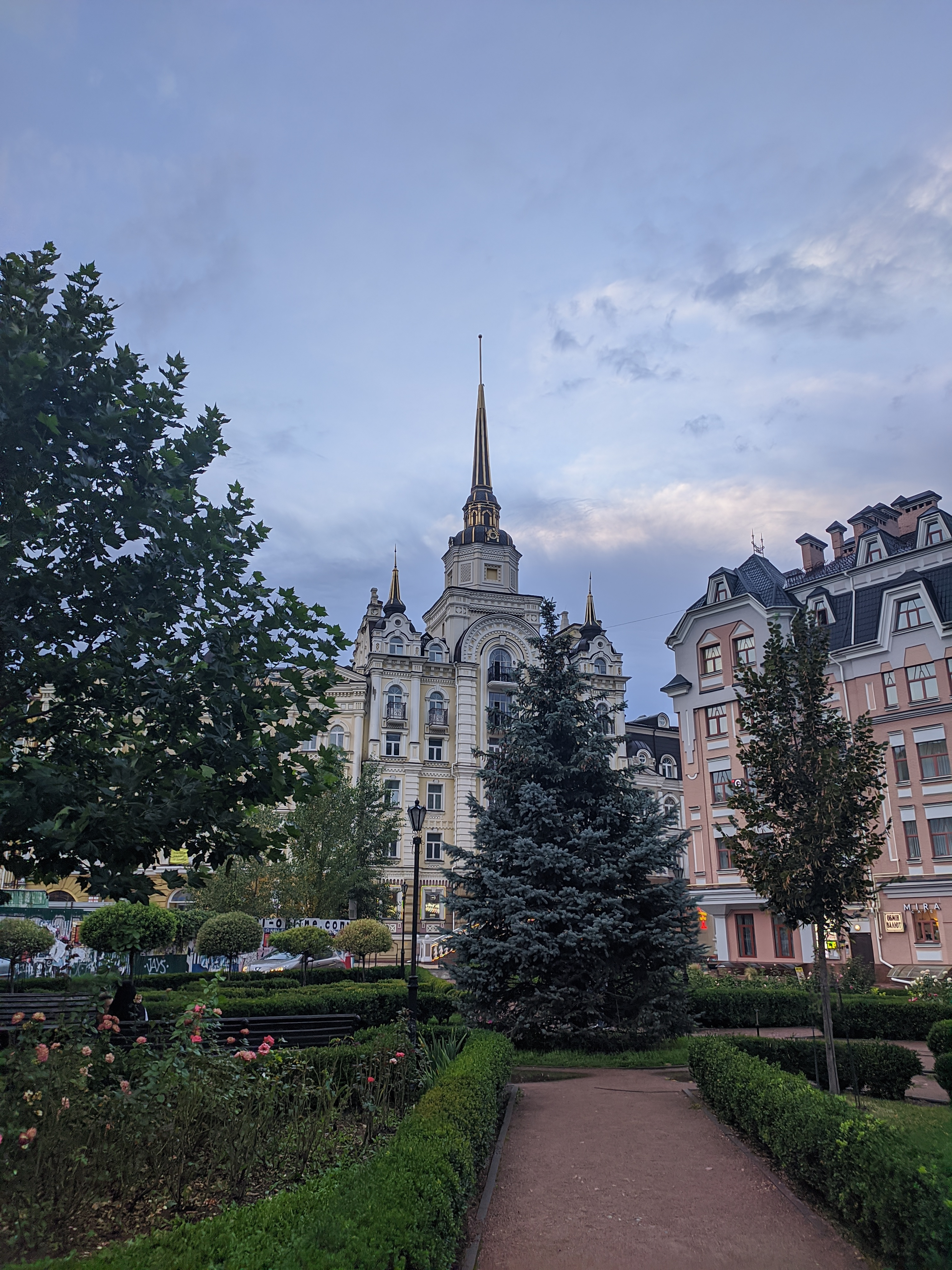
Une des places de Vozdvizhenka, la façade et le décor des maisons ressemblent en partie au développement du XIXème siècle, mais la tour et les greniers n'ont aucune signification historique et sont le plus souvent critiqués

Dans les années 2000, un nouveau complexe résidentiel branché et coûteux appelé Vozdvizhenka a été construit dans le quartier Gonchari-Kozhumyaki. Il a rapidement été fortement critiqué par les historiens, les architectes, les urbanistes et les habitants ordinaires pour son architecture pseudo-historique et ses problèmes de communication, mais le quartier reste l'un des plus huppés de Podol et de Kiev dans son ensemble.

Aujourd'hui, un grand nombre de nouveaux logements modernes et de complexes de bureaux de haut niveau et de normes européennes continuent d'être construits dans le quartier, de sorte que depuis le début de la guerre en Ukraine de 2022, la demande de logements et d'espaces de travail dans le quartier n'a pas diminué dans le passé.